# 化学工程联合国家重点实验室
化学工程联合国家重点实验室，也称化学工程国家重点联合实验室，于1987年批准建设，1991年建成并运行，由清华大学、浙江大学、天津大学和华东理工大学四个分室组成。
其中浙江大学分室位于浙江大学玉泉校区，现有20名固定人员，主要研究方向为聚合反应工程。